# Steve Scalise
Stephen Joseph Scalise (* 6. října 1965 New Orleans, Louisiana) je americký politik a člen Republikánské strany, od ledna 2023 vůdce většiny ve Sněmovně reprezentantů USA.
V mládí absolvoval Louisiana State University. V letech 1996 až 2008 byl členem Sněmovny reprezentantů státu Louisiana za 82. státní okrsek. Od ledna do května 2008 byl členem louisianského Senátu za osmý louisianský okrsek. Od roku 2008 je členem americké Sněmovny reprezentantů za louisianský první okrsek. V letech 2013 až 2014 byl předsedou Republican Study Committee. V letech 2014 až 2019 působil jako tzv. "House majority whip", tedy lídr strany ve Sněmovně reprezentantů pro oblast legislativy. V lednu 2023 se stal vůdcem Republikánské strany ve Sněmovně reprezentantů, když ve funkci nahradil Stenyho Hoyera. 
V červnu 2017 byl postřelen. V říjnu 2023 neúspěšně kandidoval na funkci Předsedy Sněmovny reprezentantů.
Od roku 2005 je ženatý, má dvě děti.